# جنگل‌های برگ‌ریز کره مرکزی
جنگل‌های برگ‌ریز کره مرکزی (به لاتین: Central Korean deciduous forests) یک منطقهٔ مسکونی و جنگل در کره شمالی است.